# Vasîlivka, Oceac
Vasîlivka (în ucraineană Василівка) este un sat în comuna Pokrovka din raionul Oceac, regiunea Mîkolaiiv, Ucraina.

## Demografie
Componența lingvistică a localității Vasîlivka
     Ucraineană (89,79%)
     Rusă (10,21%)
Conform recensământului din 2001, majoritatea populației localității Vasîlivka era vorbitoare de ucraineană (89,79%), existând în minoritate și vorbitori de rusă (10,21%).